# 阿尔西诺伊四世
 阿尔西诺伊四世（英語：Arsinoe IV），（前68年至63年之间—前41年），马其顿人，古埃及法老托勒密十二世与克麗奧佩脫拉六世之女，貝勒尼基四世和克麗奧佩脫拉七世是她的姐姐，托勒密十三世和托勒密十四世是她的弟弟。亚历山大战争时期，她试图率军反击与凯撒结盟的克麗奧佩脫拉七世。公元前48年凯撒于亚历山大登陆，俘获埃及托勒密王族，但她出逃，并参加由阿基拉斯领导的埃及军队。后又下令将阿基拉斯处死。罗马军队击败埃及军队后，把她押回罗马，于凯撒的仪式上游街示众。在蒙受这一耻辱后，她到小亚细亚以弗所避难。克麗奧佩脫拉七世与罗马三巨头之一安东尼结合后，公元前41年唆使安东尼处死阿尔西诺伊四世。